# Attilio Trebbi
Attilio Trebbi (Modena, 11 dicembre 1914 – Modena, 24 ottobre 2008) è stato un politico italiano, eletto nella III legislatura  alla Camera dei deputati e nella IV al Senato.

## Biografia
Nacque nella frazione di Marzaglia, nel comune di Modena. Operaio addetto al controllo macchine, venne assunto alla FIAT dove aderì, dopo il 1943, al movimento di lotta interna. 
Dopo la Liberazione fu dirigente sindacale, membro della segreteria provinciale della CGIL modenese dal 1953 al 1955. Inoltre portò avanti l'impegno politico con il PCI, nel 1951 divenne consigliere comunale a Modena e poi presidente dell'Azienda Municipalizzata di Modena. 
Venne eletto alla Camera dei deputati alle elezioni politiche del 1958 e poi al Senato a quelle del 1963. Concluse il mandato parlamentare nel 1968. 
Morì all'età di 93 anni nell'ottobre 2008.